# FC Schaan
Der FC Schaan ist der Fussballverein der Liechtensteiner Gemeinde Schaan.

## Geschichte und Struktur
Der Verein wurde im Jahr 1932 erstmals gegründet. Nachdem der Spielbetrieb 1938 aus finanziellen Gründen eingestellt worden war, folgte am 1. Juli 1949 die Neugründung. Mit drei Siegen im Liechtensteiner Fussball-Cup ist der FC Schaan nach dem FC Vaduz, dem FC Balzers, dem FC Triesen und dem USV Eschen-Mauren der fünfterfolgreichste Verein des Landes. Der Verein hat über 300 Mitglieder, die Vereinsfarben sind Blau und Weiss. Der FC Schaan spielt momentan in der 3. Liga, d. h. der siebthöchsten Spielklasse.
Durch den Cupsieg 1994 konnte der FC Schaan im Cup der Cupsieger gegen den bulgarischen Verein Pirin Blagoewgrad spielen, gegen den er mit einem Gesamtergebnis von 0:4 ausschied.
Am Liechtensteiner Cup nimmt neben der ersten Mannschaft auch der FC Schaan II teil.
Die heutige Abteilung des FC Azzurri Schaan wurde am 20. Mai 1970 ins Leben gerufen, um italienischen Gastarbeitern in Liechtenstein einen Raum für die Ausübung des Fussballsports zu geben. Seit der Saison 2018/19 verfügen sie nur noch über ein Seniorenteam.

## Erfolge
- Liechtensteiner Cup (3): 1955, 1963, 1994

## Europapokalbilanz
| Saison  | Wettbewerb        | Runde         | Gegner            | Gesamt | Hin     | Rück    |
| ------- | ----------------- | ------------- | ----------------- | ------ | ------- | ------- |
| 1994/95 | Cup der Cupsieger | Qualifikation | Pirin Blagoewgrad | 0:4    | 0:3 (A) | 0:1 (H) |

Gesamtbilanz: 2 Spiele, 2 Niederlagen, 0:4 Tore (Tordifferenz −4)